# 駒沢オリンピック公園総合運動場体育館
駒沢オリンピック公園総合運動場体育館（こまざわオリンピックこうえん そうごううんどうじょう たいいくかん）は東京都世田谷区の駒沢オリンピック公園にある体育館。

## 概要
1964年の東京オリンピックで、レスリング競技の会場となった。その後1993年に大規模な改修が行われ、規模が1.7倍に広げられ、観客席数も2898席から3474席に増え、地下に「東京オリンピックメモリアルギャラリー」が設けられた。
2005年には、DOCOMOMO JAPAN選定 日本におけるモダン・ムーブメントの建築に選定。
現在ではレスリングの他、バレーボールの全日本インカレ（グループ戦）、プロバスケットボールB3.LEAGUE・東京サンレーヴスのホームゲーム、フットサル、ハンドボールなどが行われている。
また、代々木第一・第二体育館改修工事中には2007年ワールドカップバレーボール男子大会、全日本レスリング選手権大会、全日本選抜選手権が行われ、レスリング少年少女大会も開催される。プロレスの興行にも使用されたことがある。2017年-2018年にはB1リーグ「アルバルク東京」が本来の本拠である代々木第2体育館の全面改修工事で使用できないことに伴い、暫定本拠地の一つとして（メインはアリーナ立川立飛）4試合の主催カードを行った。
施設老朽化のため、2023年4月から2025年7月（予定）まで改修工事による閉鎖が予定されている。近接地には屋内球技場があり、体育館の事実上の補助施設（サブ・アリーナ）となっている。これらは、2025年「デフリンピック（聴覚障碍者の国際スポーツ大会）」のうち、ハンドボール、レスリング（グレコローマンスタイル・フリースタイルとも）の会場（どちらを使用するかについては未定）に指定されている。

## スペック
- 競技フロア面積:1842㎡（38.86m×47.4m）
- バレーボール2面
- バスケットボール2面
- バドミントン8面
- 卓球22面
- レスリング4面
- ハンドボール1面
- その他
- 収容人員:2354人

## 公園内その他の施設
- 陸上競技場
- 硬式野球場
- 球技場（第1、第2）
- 屋内球技場